# Coelotes
Coelotes es un género de arañas araneomorfas pertenecientes a la familia Agelenidae. Se encuentra en Norteamérica.

## Especies
Según The World Spider Catalog 12.0:
- Coelotes acerbus Liu, Li & Pham, 2010
- Coelotes acicularis Wang, Griswold & Ubick, 2009
- Coelotes aguniensis Shimojana, 2000
- Coelotes akakinaensis Shimojana, 2000
- Coelotes albimontanus Nishikawa, 2009
- Coelotes alpinus Polenec, 1972
- Coelotes amamiensis Shimojana, 1989
- Coelotes amplilamnis Saito, 1936
- Coelotes antri (Komatsu, 1961)
- Coelotes arganoi Brignoli, 1978
- Coelotes aritai Nishikawa, 2009
- Coelotes atropos (Walckenaer, 1830)
- Coelotes bifurcatus Okumura & Ono, 2006
- Coelotes brachiatus Wang, Yin, Peng & Xie, 1990
- Coelotes brevis Xu & Li, 2007
- Coelotes capacilimbus Xu & Li, 2006
- Coelotes caudatus de Blauwe, 1973
- Coelotes cavernalis Huang, Peng & Li, 2002
- Coelotes cavicola (Komatsu, 1961)
- Coelotes charitonovi Spassky, 1939
- Coelotes chenzhou Zhang & Yin, 2001
- Coelotes coenobita Brignoli, 1978
- Coelotes colosseus Xu & Li, 2007
- Coelotes conversus Xu & Li, 2006
- Coelotes cornutus Nishikawa, 2009
- Coelotes curvilamnis Ovtchinnikov, 2001
- Coelotes cylistus Peng & Wang, 1997
- Coelotes decolor Nishikawa, 1973
- Coelotes doii Nishikawa, 2009
- Coelotes dormans Nishikawa, 2009
- Coelotes eharai Arita, 1976
- Coelotes enasanus Nishikawa, 2009
- Coelotes exilis Nishikawa, 2009
- Coelotes exitialis L. Koch, 1878
- Coelotes filamentaceus Tang, Yin & Zhang, 2002
- Coelotes forficatus Liu & Li, 2010
- Coelotes furvus Liu, Li & Pham, 2010
- Coelotes galeiformis Wang, Yin, Peng & Xie, 1990
- Coelotes gifuensis Nishikawa, 2009
- Coelotes globasus (Wang, Peng & Kim, 1996)
- Coelotes gotoensis Okumura, 2007
- Coelotes guangxian Zhang, Yang, Zhu & Song, 2003
- Coelotes guizhouensis Peng, Li & Huang, 2002
- Coelotes guttatus Wang, Yin, Peng & Xie, 1990
- Coelotes hachijoensis Ono, 2008
- Coelotes hamamurai Yaginuma, 1967
- Coelotes hataensis Nishikawa, 2009
- Coelotes hengshanensis Tang & Yin, 2003
- Coelotes hexommatus (Komatsu, 1957)
- Coelotes hikonensis Nishikawa, 2009
- Coelotes hiradoensis Okumura & Ono, 2006
- Coelotes hiratsukai Arita, 1976
- Coelotes hiruzenensis Nishikawa, 2009
- Coelotes hiurai Nishikawa, 2009
- Coelotes ibukiensis Nishikawa, 2009
- Coelotes icohamatus Zhu & Wang, 1991
- Coelotes iharai Okumura, 2007
- Coelotes iheyaensis Shimojana, 2000
- Coelotes ikiensis Nishikawa, 2009
- Coelotes inabaensis Arita, 1974
- Coelotes indistinctus Xu & Li, 2006
- Coelotes insulanus Shimojana, 2000
- Coelotes italicus Kritscher, 1956
- Coelotes iyoensis Nishikawa, 2009
- Coelotes izenaensis Shimojana, 2000
- Coelotes jucundus Chen & Zhao, 1997
- Coelotes juglandicola Ovtchinnikov, 1984
- Coelotes kagaensis Nishikawa, 2009
- Coelotes kakeromaensis Shimojana, 2000
- Coelotes katsurai Nishikawa, 2009
- Coelotes keramaensis Shimojana, 2000
- Coelotes kimi Kim & Park, 2009
- Coelotes kintaroi Nishikawa, 1983
- Coelotes kirgisicus Ovtchinnikov, 2001
- Coelotes kitazawai Yaginuma, 1972
- Coelotes kumejimanus Shimojana, 2000
- Coelotes kumensis Shimojana, 1989
- Coelotes lamellatus Nishikawa, 2009
- Coelotes luculli Brignoli, 1978
- Coelotes maculatus Zhang, Peng & Kim, 1997
- Coelotes mastrucatus Wang, Yin, Peng & Xie, 1990
- Coelotes mediocris Kulczyn'ski, 1887
- Coelotes micado Strand, 1907
- Coelotes microps Schenkel, 1963
- Coelotes minobusanus Nishikawa, 2009
- Coelotes minoensis Nishikawa, 2009
- Coelotes miyakoensis Shimojana, 2000
- Coelotes modestus Simon, 1880
- Coelotes mohrii Nishikawa, 2009
- Coelotes motobuensis Shimojana, 2000
- Coelotes multannulatus Zhang, Zhu, Sun & Song, 2006
- Coelotes musashiensis Nishikawa, 1989
- Coelotes nagaraensis Nishikawa, 2009
- Coelotes nasensis Shimojana, 2000
- Coelotes nazuna Nishikawa, 2009
- Coelotes nenilini Ovtchinnikov, 1999
- Coelotes ningmingensis Peng, Yan, Liu & Kim, 1998
- Coelotes notoensis Nishikawa, 2009
- Coelotes obako Nishikawa, 1983
- Coelotes obesus Simon, 1875
- Coelotes ogatai Nishikawa, 2009
- Coelotes okinawensis Shimojana, 1989
- Coelotes osamui Nishikawa, 2009
- Coelotes osellai de Blauwe, 1973
- Coelotes oshimaensis Shimojana, 2000
- Coelotes pabulator Simon, 1875
- Coelotes pastoralis Ovtchinnikov, 2001
- Coelotes pedodentalis Zhang, Zhu, Sun & Song, 2006
- Coelotes perbrevis Liu, Li & Pham, 2010
- Coelotes personatus Nishikawa, 1973
- Coelotes pickardi O. Pickard-Cambridge, 1873
- Coelotes plancyi Simon, 1880
- Coelotes poleneci Wiehle, 1964
- Coelotes polyedricus Liu, Li & Pham, 2010
- Coelotes poweri Simon, 1875
- Coelotes processus Xu & Li, 2007
- Coelotes progressoridentes Ovtchinnikov, 2001
- Coelotes prolixus Wang, Yin, Peng & Xie, 1990
- Coelotes pseudoguangxian Wang, Griswold & Ubick, 2009
- Coelotes pseudoterrestris Schenkel, 1963
- Coelotes pseudoyunnanensis Wang, Griswold & Ubick, 2009
- Coelotes rhododendri Brignoli, 1978
- Coelotes robustior Nishikawa, 2009
- Coelotes robustus Wang, Yin, Peng & Xie, 1990
- Coelotes rudolfi (Schenkel, 1925)
- Coelotes rugosus (Wang, Peng & Kim, 1996)
- Coelotes saccatus Peng & Yin, 1998
- Coelotes samaksanensis Namkung, 2002
- Coelotes sanoi Nishikawa, 2009
- Coelotes sawadai Nishikawa, 2009
- Coelotes septus Wang, Yin, Peng & Xie, 1990
- Coelotes shimajiriensis Shimojana, 2000
- Coelotes simoni Strand, 1907
- Coelotes simplex O. Pickard-Cambridge, 1885
- Coelotes solitarius L. Koch, 1868
- Coelotes songae Liu, Li & Pham, 2010
- Coelotes sordidus Ovtchinnikov, 2001
- Coelotes striatilamnis Ovtchinnikov, 2001
- Coelotes stylifer Caporiacco, 1935
- Coelotes suruga Nishikawa, 2009
- Coelotes suthepicus Dankittipakul, Chami-Kranon & Wang, 2005
- Coelotes takanawaensis Nishikawa, 2009
- Coelotes tarumii Arita, 1976
- Coelotes taurus Nishikawa, 2009
- Coelotes tegenarioides O. Pickard-Cambridge, 1885
- Coelotes terrestris (Wider, 1834)
- Coelotes thailandensis Dankittipakul & Wang, 2003
- Coelotes tiantongensis Zhang, Peng & Kim, 1997
- Coelotes titaniacus Brignoli, 1977
- Coelotes tochigiensis Nishikawa, 2009
- Coelotes tojoi Nishikawa, 2009
- Coelotes tokaraensis Shimojana, 2000
- Coelotes tokunoshimaensis Shimojana, 2000
- Coelotes tominagai Nishikawa, 2009
- Coelotes tonakiensis Shimojana, 2000
- Coelotes towaensis Nishikawa, 2009
- Coelotes transiliensis Ovtchinnikov, 2001
- Coelotes troglocaecus Shimojana & Nishihira, 2000
- Coelotes turkestanicus Ovtchinnikov, 1999
- Coelotes undulatus Hu & Wang, 1990
- Coelotes unicatus Yaginuma, 1977
- Coelotes uozumii Nishikawa, 2002
- Coelotes vallei Brignoli, 1977
- Coelotes vestigialis Xu & Li, 2007
- Coelotes vignai Brignoli, 1978
- Coelotes wangi Chen & Zhao, 1997
- Coelotes wugeshanensis Zhang, Yin & Kim, 2000
- Coelotes xinjiangensis Hu, 1992
- Coelotes yaginumai Nishikawa, 1972
- Coelotes yahagiensis Nishikawa, 2009
- Coelotes yambaruensis Shimojana, 2000
- Coelotes yanhengmei Wang, Griswold & Ubick, 2009
- Coelotes yanlingensis Zhang, Yin & Kim, 2000
- Coelotes yodoensis Nishikawa, 1977
- Coelotes yunnanensis Schenkel, 1963
- Coelotes zaoensis Nishikawa, 2009